# ナスパーズ
ナスパーズ（英: Naspers）は、インターネットおよびメディアの多国籍企業である。130か国以上でサービスを提供している。同社の主要事業はインターネット通信（クラシファイド、電子商店街、マーケットプレイス、オンライン決済およびオンラインサービス）、ビデオエンターテインメントと印刷メディアである。南アフリカ共和国のJSEに上場しており、ティッカーシンボルはNPNである。

## 歴史

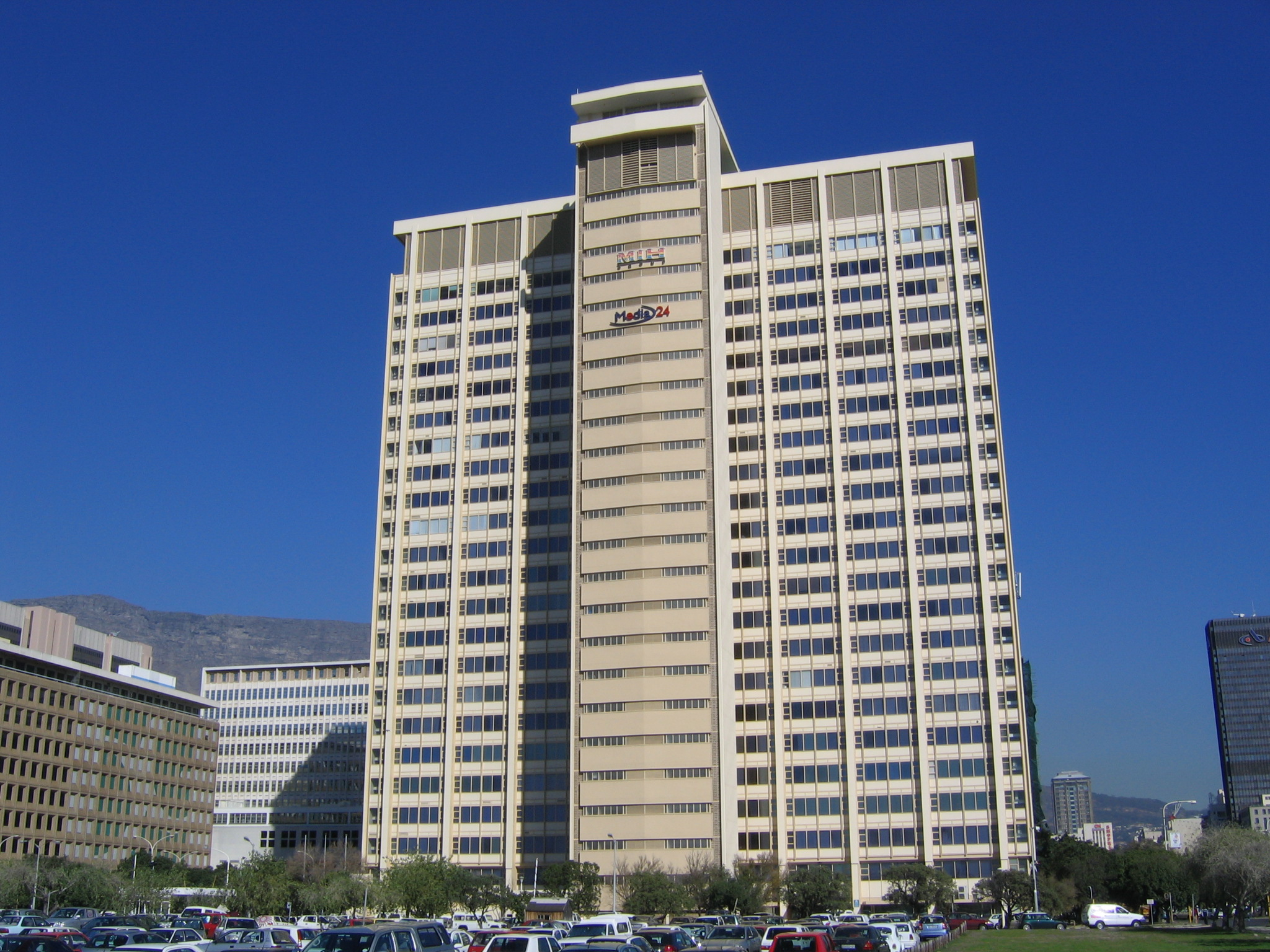
ケープタウンCBDのナスパーズのビル

ナスパーズは1915年に新聞と雑誌の印刷・出版企業として「De Nationale Pers Beperkt（ナショナル・プレス Ltd）」という名で設立された。ケープの著明なアフリカーナーのグループは1914年12月のステレンボッシュでの会議でアフリカーナー・ナショナリズムをサポートする出版企業を創設することを決定した:290。同社はケープの著名な弁護士「W.A. Hofmeyr」によって設立された。ステレンボッシュの著名な農家「Jannie Marais」は新会社の2万ポンドの株式の4分の1を購入した:290ナスパーズは1915年6月に最初にアフリカーンス語の日刊紙「De Burger」（後にDie Burgerに改名）を出版し、その後1916年に同社の最初の雑誌「De Huisgenoot（後にDie Huisgenootに改名）を出版した。
1918年、書籍出版事業へ進出し、当時のアフリカで最も重要なメディアハブの一つとなった。1985年にアフリカで最初の有料TVシステム「M-Net」を開設し、同社は出版社からメディア企業へと発展した。1994年以降、ナスパーズは南アフリカのヨハネスブルグ証券取引所（JSE）に上場しており、過去数年間にわたりトップ10の指数の一つとして位置し続けている。同社はレベル1の米国預託証券(ADR)、ロンドン証券取引所（LSE）への上場及び店頭取引を基本としている。
1998年にNasionale Persは公式に同社の名称を現在使われている「Naspers（ナスパーズ）」に変更した。
テンセントへの出資はナスパーズの株価に大幅な影響を与えた。2010年以降のナスパーズの株価は約900%上昇しており、上昇の主要因はテンセントである。ナスパーズは時価総額が約930億ドルに達しアフリカで最も価値ある上場企業である（2017年8月時点）。国際メディアグループのナスパーズの一部門で同社の子会社「Myriad International Holdings」はロシア企業「デジタル・スカイ・テクノロジー」（DST）の28.7%分の株式を保有しており、DSTはFacebookやグルーポン、ジンガなどの有名企業に出資している。中国のテンセントもDSTに戦略的投資（約3億ドル）を行っており、テンセントの株式31.17%分はナスパーズによって保有されている。
2014年3月、スーク・ドット・コムはナスパーズから7,500万ドルを調達した。

## アパルトヘイトへの関与
アパルトヘイトの確立におけるナスパーズの関与は泥沼の論争となった。 同社と子会社の一部のディレクターと編集者は政府高官になり、その中にはダニエル・フランソワ・マラン、ヘンドリック・フルウールト、ピーター・ウィレム・ボータが含まれていた。
2015年7月25日, ナスパーズはアパルトヘイト制度の生存者と被害者に対して謝罪文を出したが、法案の制定におけるいかなる関与や人種優位主義イデオロギーのための擁護を認めなかった。

## 法令違反
2017年5月26日、ナスパーズの子会社「DStv」は競争法に違反する価格操作を行っていたことを認めた。同社は2,200万ランド（約165万ドル）の罰金と経済開発ファンドへ800万ランドを支払うことで競争委員会と合意した。委員会はライバル企業同士が独自に価格を決定しないという慣習が競争を制限していたとみなした。

## 子会社と保有株式
ナスパーズが所有している主要ブランドは以下を含む：
- インターネットメディア：Multiply、OLX、Allegro、Buscapé、PayU（PayU Indiaを含む）、Movile、SimilarWeb、Avito[13][14]
- TVメディア：MultiChoice、SuperSport、DStv、MNet、ShowMax
- インターネットプロバイダー：MWEB
- プリントメディア: Media24、Grupo Abril（株式の30%）

### 保有株式
同社は統合ソーシャルネットワークプラットフォームの「テンセント」（SEHK: 0700）及び「Mail.ru」（LSE: MAIL）の少数株を保有している。